# Lacus Doloris
Il Lacus Doloris ("Lago del dolore", in latino) è un piccolo mare lunare situato nella regione della Terra Nivium. Ha un'estensione di circa 110 km.